# Перес, Матиас Родриго
Матиас Родриго Перес Марин (исп. Matìas Rodrigo Pèrez Marìn; родился 4 января 1994 года в Асунсьоне) — парагвайский футболист, защитник клуба «Индепендьенте» (Асунсьон).

## Клубная карьера
Перес — воспитанник футбольной академии клуба «Насьональ» из своего родного города Асунсьон. 7 августа 2011 года в матче против «Хенераль Кабальеро» он дебютировал в чемпионате Парагвая. Матиас сразу завоевал место в основном составе команды. В своем первом сезоне Перес стал чемпионом Апертуры 2011. Летом 2013 года Матиас на правах аренды перешёл в «Рубио Нью». 4 августа в матче против столичного «Гуарани» он дебютировал за новый клуб. 6 декабря в поединке против «Депортиво Капиата» Перес забил свой первый гол за «Рубио Нью».
В начале 2014 года Матиас на правах аренды присоединился к дублёрам лиссабонского «Спортинга». 16 марта в матче против «Унион Мадейра» он дебютировал в Сегунда лиге.
В начале 2015 года Перес был отдан в аренду в «Спортиво Сан-Лоренсо». 8 марта в матче против «Депортиво Капиата» он дебютировал за новый клуб. В начале 2016 года трансфер Матиаса выкупил «Рубио Нью».

## Международная карьера
В начале 2013 года в Перес стал серебряным призёром молодёжного чемпионата Южной Америки в Аргентине. На турнире он сыграл в матчах против команд Аргентины, Боливии, Перу, Эквадора, Чили и дважды Колумбии. В поединках против чилийцев и боливийцев Матиас забил три гола.
Летом того же года Перес принял участие в молодёжном чемпионате мира в Турции. На турнире он сыграл в матчах против команд Мали, Мексики и Ирака.

## Достижения
Командные
 «Насьональ (Асунсьон)»
- Чемпионат Парагвая по футболу — Апертура 2011

Международные
 Парагвай (до 20 лет)
- Молодёжный чемпионат Южной Америки — 2013